# لویجی تاسلی
لویجی تاسلی (ایتالیایی: Luigi Tasselli; ۲۰ اکتبر ۱۹۰۱ – ۵ نوامبر ۱۹۷۱) دوچرخه‌سوار اهل ایتالیا بود.
وی در مسابقات کشوری و بین‌المللی در مجموع برندهٔ ۱ مدال طلا شده‌است.